# Jerónimo de Blancas y Tomás

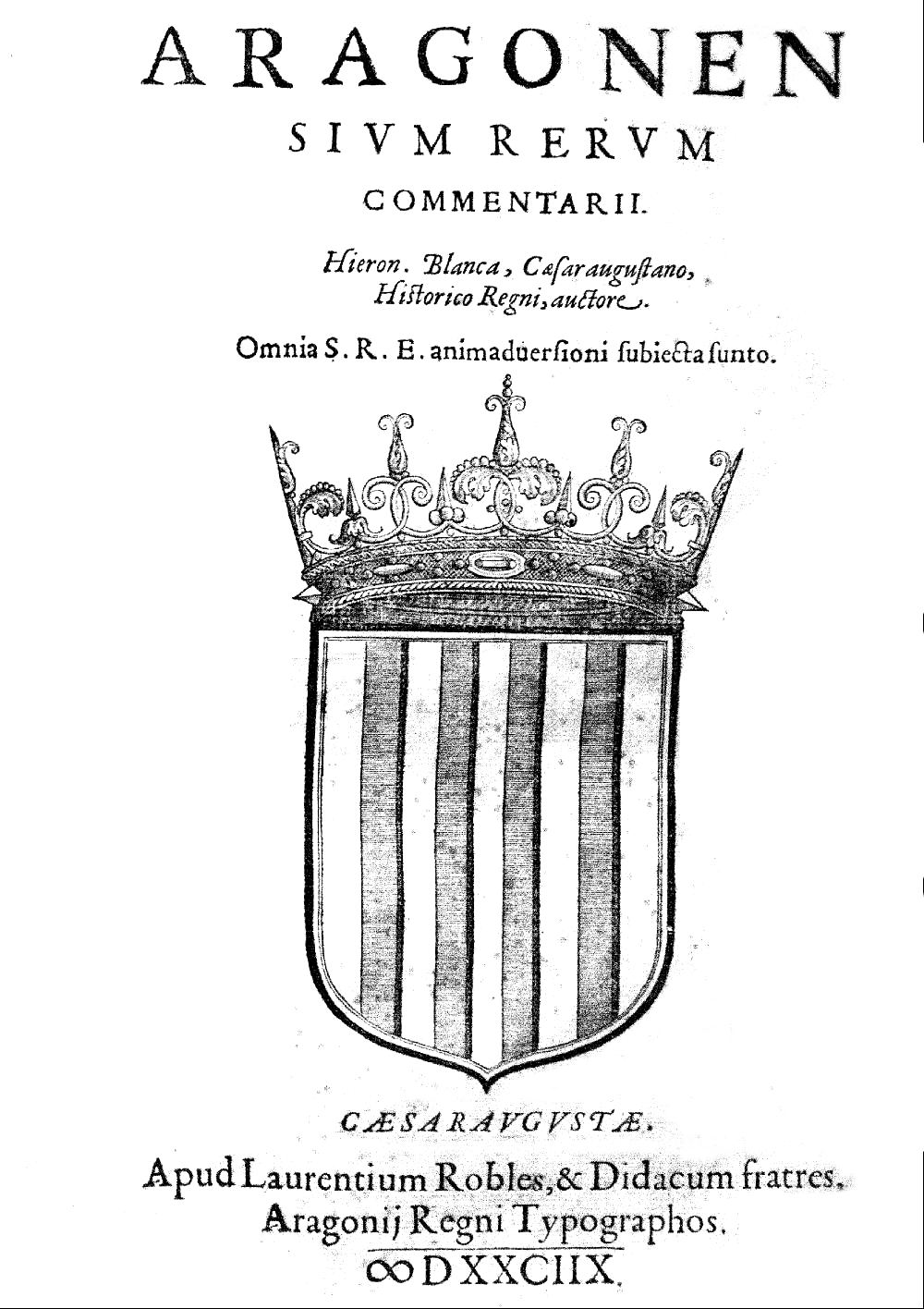
Aragonensium rerum commentarii.
En la portada aprareix un escut amb la Senyera Reial y corona oberta, que segons la creència del mateix autor de l'obra Jerónimo de Blancas eren originàries dels Comtes de Barcelona: "fueron preferidas las armas de Barcelona a las reales de Aragón". Per a l'historiador Alberto Montaner Frutos, autors como Udina i Martorell o Fluvià i Escorsa han emprat de manera «anacrònica i abusiva» largumentum ad verecundiam en defensa de l'origen comtal de l'emblema fonamentant-se en les creències habituals del que foren promogudes per Pere IV d'Aragó «el Cerimoniós» (Pere terç), i que en cap cas són prova de l'orgien real de l'escut d'armes.

Jerónimo de Blancas y Tomás, (Saragossa, 1530/40 - Saragossa, 11 desembre 1590) fou un llatinista i historiador aragonès, reconegut amb el títol de Cronista del Regne d'Aragó.
Estudià a la Universitat de Saragossa. El 1576 revisà la segona part dels Anales de la Corona de Aragón de Jerónimo Zurita a instàncies dels diputats de la Generalitat del Regne d'Aragó. En morir Jerónimo Zurita el 1580, el succeí en el càrrec de Cronista del Regne d'Aragó. Blancas va ser enterrat al monestir de Santa Engràcia de Saragossa.

## Obra
- Ad regum Aragonum depictas efigies in diputationis aula positas inscriptiones (publicada a Saragossa, 1587). En aquesta obra s'editen els epígrafs en llatí de la galeria de retrats dels comtes i reis d'Aragó destinada a decorar el Saló Reial de la Generalitat del Regne d'Aragó. En aquestes inscripcions es recollien breument les biografies dels successius comtes i reis d'Aragó.

- Fastos de los justicias de Aragón hasta Juan de Lanuza IV, s'imprimí el mateix any i s'hi recullen les notes en llatí al peu dels retrats dels Justícia d'Aragó ubicats a la càmbra del Consell del Justiciazgo.

- Aragonensium rerum commentarii (Comentaris respecte de l'Aragó), és la seva obra cabdal. L'obra fou publicada a Zaragoza per Lorenzo y Diego Robles el 1588. En ella explica l'origen històric de la institució aragonesa del Justícia d'Aragó que es completa amb la relació de fets de quasi mig centenar de Justícies, que van des de Pedro Jiménez a Juan de Lanuza IV. L'obra també compta amb la crònica dels comtes i reis d'Aragó, i sosté que la Senyera Reial dels reis d'Aragó procedia dels Comtes de Barcelona.

- Coronaciones de los reyes y reinas de Aragón, que escrigué el 1583, tingué gran difusió però no arribà a ser impresa fins al 1641. L'obra tracta de les coronacions dels reis d'Aragó des de Pere II d'Aragó "el Catòlic".

- Modos de proceder en Cortes de Aragón, que data del 1585 i es publicà el 1641. Analitza les Corts d'Aragó.

- Sumario y reasumario de las Cortes, útil per accedir al contingut de les actes de les Corts que no es conserven.

- Linajes del reino de Aragón, i en la mateixa línia, també tractats geneològics sobre algunes de les famílies insignes de la noblesa aragonesa, com ara els Lanuza o los Biota.

Jerónimo Blancas no aplicà el mateix sistema de contrast de fonts del seu antecessor, Jerónimo Zurita, fet que el portà a vegades a admetre explicacions llegendàries sobre els orígens dels comtat i dels Regne d'Aragó.
També es deu a Jerónimo Blancas un registre de vocables de la llengua aragonesa, inusual en l'Edat Moderna, que s'inclouen en un glossari annex a les seves Coronacions dels reis d'Aragó, fonamentalment de l'àmbit de les institucions i la cort encara que també apareixen algunes expressions de la llengua col·loquial. D'altra banda, en els Aragonensium rerum comentarii recull un parlament del rei Martín I escrit en aragonès, amb motiu de la seva presentació davant les Corts d'Aragó en 1398 a la Seu davant els braços de les corts aragoneses, així com la resposta, amb trets lingüístics aragonesos i catalans del bisbe de la catedral saragossana.